# Cave di Cusa
Cave di Cusa (que significa 'Pedrera d'Acusació' en toscà), o Rocche di Cusa, era una antiga pedrera de Sicília. Es troba a 3 quilòmetres al sud de la ciutat de Campobello di Mazara, a la província de Trapani. Té 1,8 quilòmetres de llargària i és en una cresta que s'estén d'est a oest. La pedrera fou explotada a partir de la primera meitat del segle vi abans de la nostra era.
La pedra s'utilitzava per a construir els temples de l'antiga ciutat grega de Selinunt. L'abandonaren l'any 409 ae, quan la ciutat fou capturada pels cartaginesos. Ara és una zona arqueològica oficial.

## Història

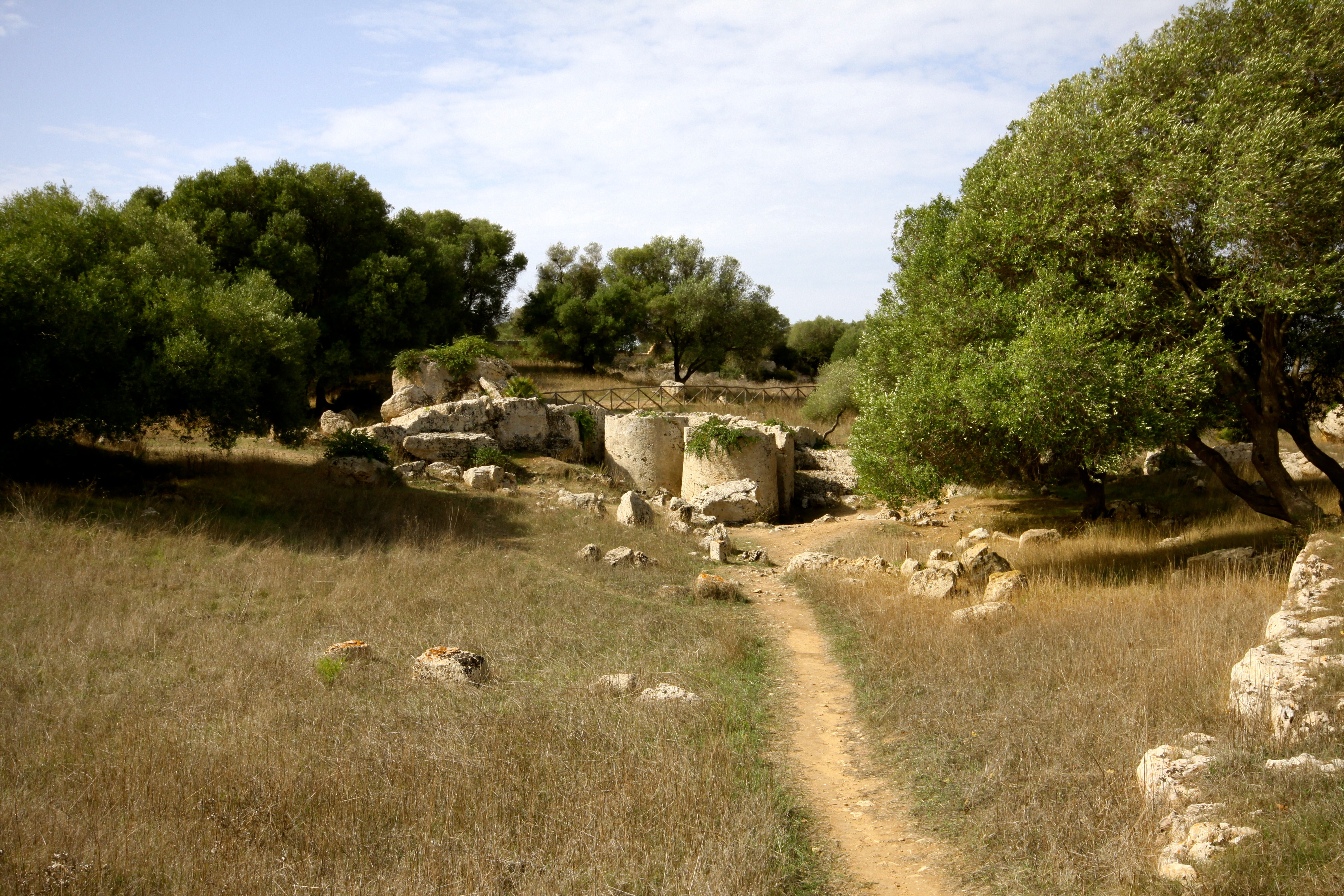
Columnes sense tallar de l'inacabat Temple G de Selinunt

La Cave di Cusa va ser l'origen de la pedra utilitzada per a construir els temples sagrats de Selinunt, que era una ciutat grega situada a 13 km al sud-oest de la pedrera. Aquesta zona de Sicília fou habitada sobretot pels antics grecs. La pedra trobada a la pedrera de Cusa era molt adequada per a la construcció i era material de preferència. La seua textura i material de tova calcària la feien ideal per a la construcció dels temples grecs sagrats. Aquesta pedrera fou explotada durant 150 anys. Hi ha evidència per a creure que, en algun moment, 150 persones hi treballaven. Molts n'eren esclaus.
En el 409 abans de la nostra era la pedrera de Cusa fou abandonada de sobte. Açò ocorregué per l'arribada imprevista de l'invasor cartaginés Hanníbal Magó. Aquesta invasió esclatà en una guerra entre les forces oposades i finalment Selinunt fou conquistada. La ciutat fou destruïda després de la derrota i mai no es va tornar pas a treballar en la pedrera. La presència enemiga obligà a evacuar ràpidament els pedrapiquers, que  deixaren enrere capitells inacabats i trossos de columnes in situ, que permeten conéixer fil per randa tots els passos del procés: des de les primeres incisions circulars i profundes fins als tambors utilitzats per al transport. Els treballadors pogueren escapar de l'atac bèl·lic.

## Recerca arqueològica
La recerca arqueològica ha donat molta informació sobre la Cave de Cusa i com s'utilitzava. L'emplaçament està cobert amb 60 blocs de roca, molts cilíndrics, en diferents etapes de tallat i disseminats aleatòriament al voltant de l'indret (alguns in situ), que estaven destinats a la construcció del temple. La pedra s'utilitzà per a les columnes del temple i moltes se'n troben, encara hui, en el lloc. La roca és en diferents etapes d'extracció, per la qual cosa és evident que l'abandó del lloc va ocórrer amb prou de rapidesa. Hi ha evidència de marques del pic de diverses eines de pedra en la roca, i per això els arqueòlegs han pogut determinar els mètodes emprats per a extraure la pedra. Es van usar molts mètodes eficients i avançats per a tallar la pedra, com ara solcs i forats posats en arquitrau que van permetre enfilar cordes i bigues per a ajudar a alçar la roca.

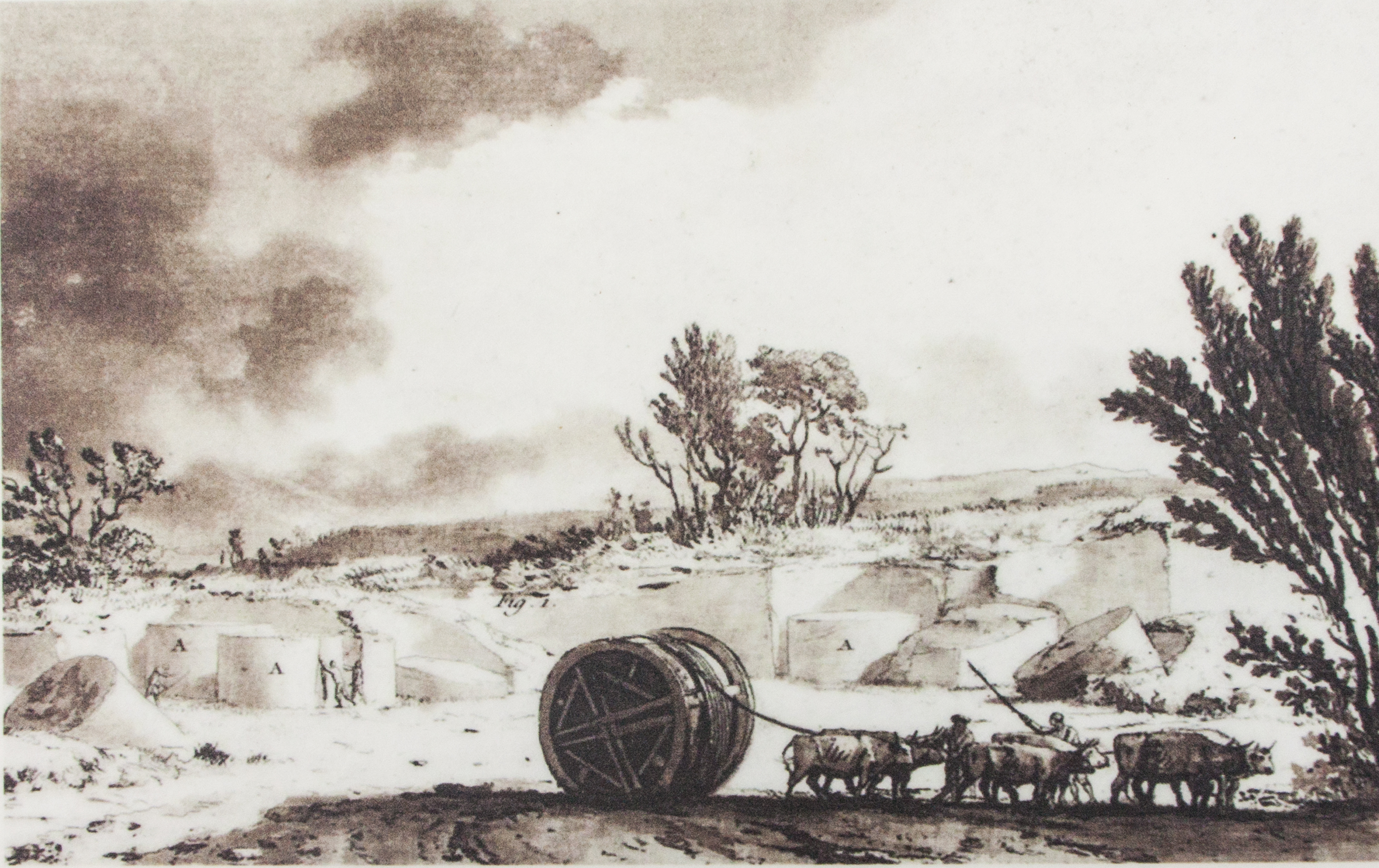
Gravat de Jean Houel (1782)
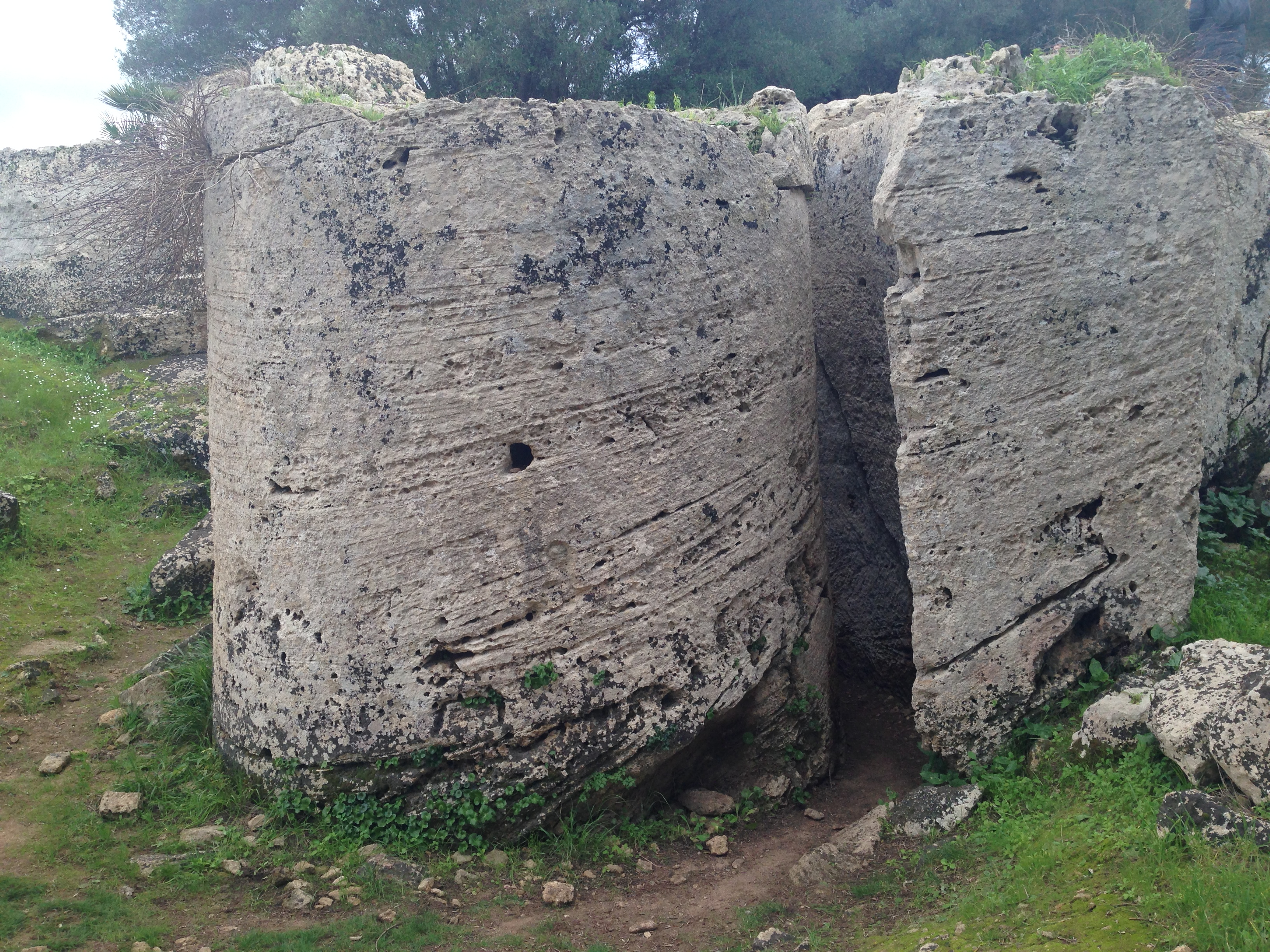
Incisions circulars  per a crear i separar una columna
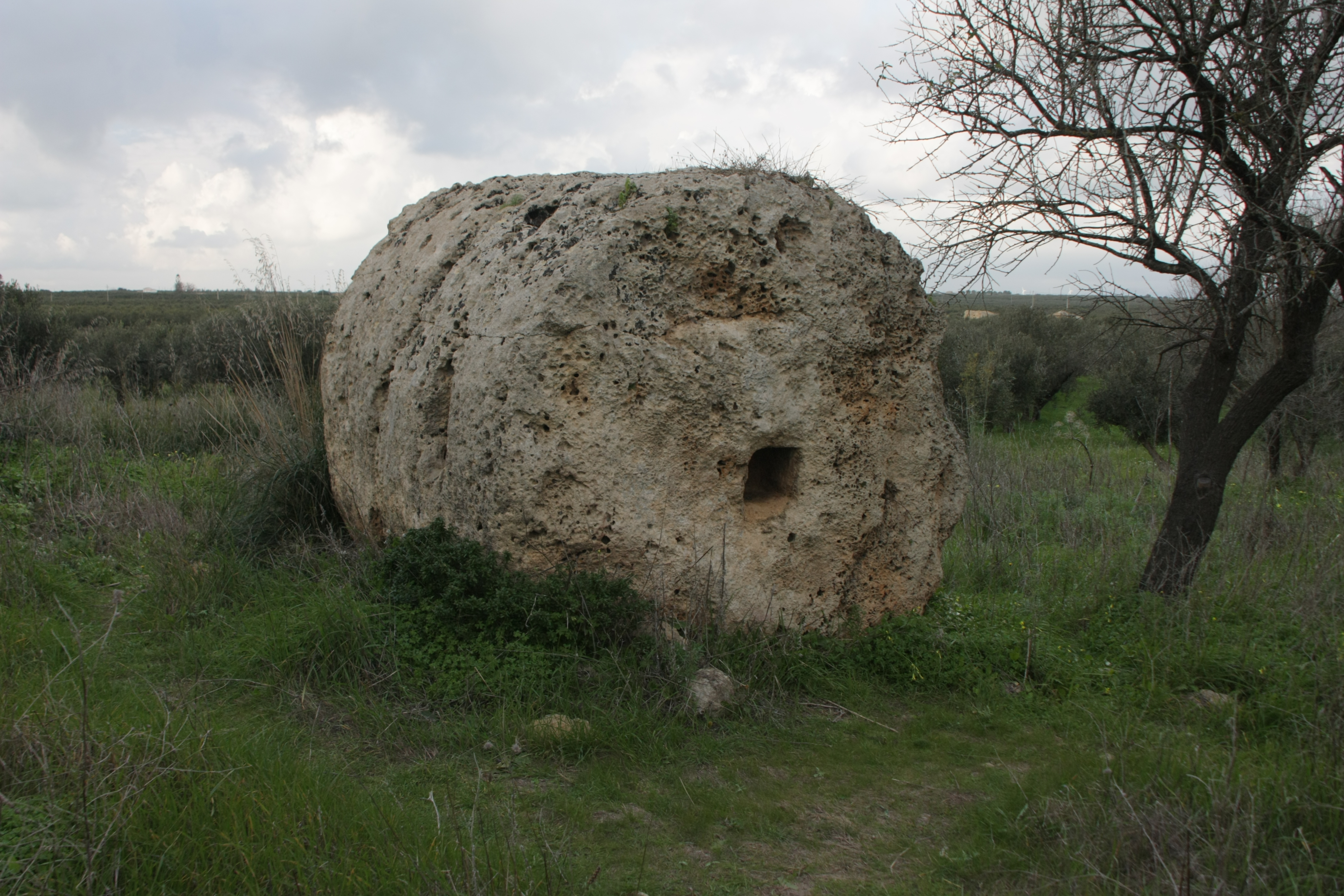
Un dels tambors d'una columna amb un buit al centre
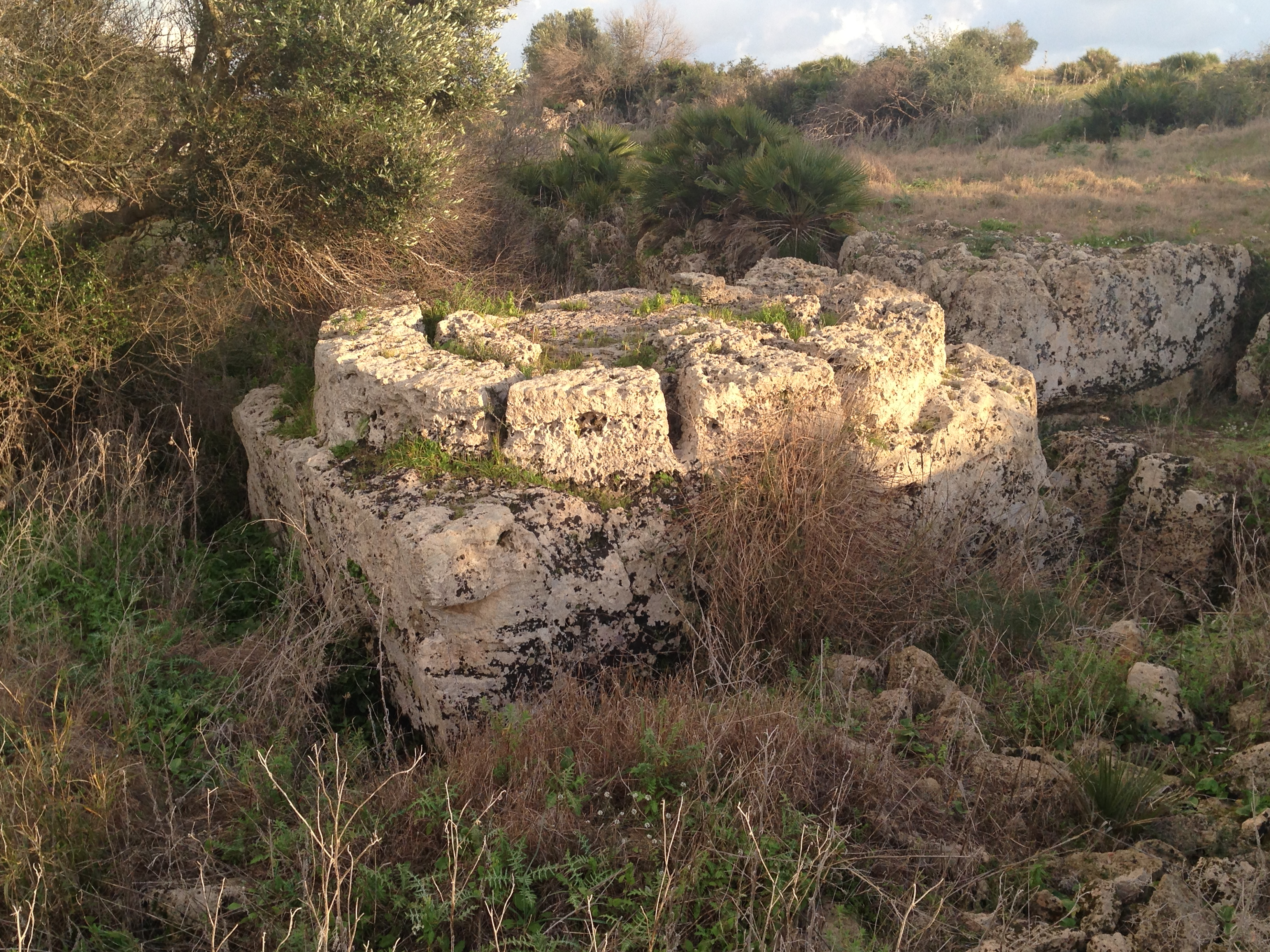
Capitell incomplet